# Don't Click Play
Don't Click Play é o futuro terceiro álbum de estúdio da cantora norte-americana Ava Max, com previsão de lançamento para 22 de agosto de 2025 através da Atlantic Records. 

## Antecedentes
Em 2023, Max lançou seu segundo álbum de estúdio, Diamonds & Dancefloors, embarcou em sua primeira turnê de concertos solo, On Tour (Finally). Em setembro, após o término da turnê, ela começou a trabalhar no seu futuro terceiro álbum. Em 1° de abril de 2025, um outdoor com os dizeres "Don't Click Play on Ava Max" foi visto no caminho para o Coachella. Em 9 de abril de 2025, Max compartilhou um link para um site chamado "Don't Click Play on Ava Max", onde os visitantes podiam clicar no botão "Assine a petição" que os redirecionava para um trecho de seu próximo single. Ela anunciou o álbum em 1º de maio de 2025,  citando um anúncio do oitavo álbum de estúdio de Ed Sheeran, Play, no X. 

## Promoção
Em março de 2024, Max deu indícios sobre um futuro projeto ao compartilhar trechos deu seu single "My Oh My". Numa entrevista em maio daquele ano com a Billboard, ela afirmou que estava preparando-se para seu terceiro álbum de estúdio “sem coração partido e sem homem algum", descrevendo "My Oh My" como um novo "início" e refletindo sobre um momento de cura pessoal. A canção foi originalmente planejada como carro-chefe do álbum, porém após o lançamento do single "Spot a Fake" em 20 de setembro, ela confirmou que apenas esta estaria presente no álbum.
Em 7 de fevereiro de 2025, Max lançou "Lost Your Faith" como primeiro single de seu terceiro álbum de estúdio, revelando que "Spot a Fake" havia ficado de fora do álbum. O clipe da canção foi lançado no mês seguinte. Em 10 de maio de 2025, Max foi vista gravando o videoclipe de "Lovin Myself" em ruas de Los Angeles e em 22 de maio, Max anunciou que o single será lançado em 29 de maio de 2025.
No dia 19 de julho de 2025, Max anunciou em seu perfil no Instagram que o terceiro single do álbum, "Wet, Hot American Dream" viria a ser lançado "em breve". No dia 30 de junho de 2025, Max anunciou que o single será lançado em 1 de julho de 2025 como uma surpresa.

## Lista de faixas
| Don't Click Play – Edição padrão |                           |                                                           |                         |         |  |
| N.º                              | Título                    | Compositor(es)                                            | Produtor(es)            | Duração |  |
| 3.                               | "Lovin Myself"            | Amanda Ava Koci Kyle Buckley Lilian Caputo Scott Friedman | Pink Slip               | 2:56    |  |
| 5.                               | "Wet, Hot American Dream" | Koci Alida Garpestad Peck Jonathan Bach Buckley           | David Stewart Pink Slip | 2:56    |  |
| 8.                               | "Lost Your Faith"         | Koci Brittany Amaridio Leroy Clampitt Lucy Healy          | Clampitt Pink Slip      | 3:13    |  |